# 1722 Ґоффін
1722 Ґоффін (1722 Goffin) — астероїд головного поясу, відкритий 23 лютого 1938 року.
Тіссеранів параметр щодо Юпітера — 3,452.